# Sutno (gromada)
Sutno – dawna gromada, czyli najmniejsza jednostka podziału terytorialnego Polskiej Rzeczypospolitej Ludowej w latach 1954–1972.
Gromady, z gromadzkimi radami narodowymi (GRN) jako organami władzy najniższego stopnia na wsi, funkcjonowały od reformy reorganizującej administrację wiejską przeprowadzonej jesienią 1954 do momentu ich zniesienia z dniem 1 stycznia 1973, tym samym wypierając organizację gminną w latach 1954–1972.
Gromadę Sutno z siedzibą GRN w Sutnie utworzono – jako jedną z 8759 gromad – w powiecie siemiatyckim w woj. białostockim, na mocy uchwały nr 21/V WRN w Białymstoku z dnia 4 października 1954. W skład jednostki weszły obszary dotychczasowych gromad Sutno, Niemirów i Wajków ze zniesionej gminy Mielnik w tymże powiecie. Dla gromady ustalono 11 członków gromadzkiej rady narodowej.
Gromadę Sutno zniesiono 1 stycznia 1958, a jej obszar włączono do gromady Mielnik.